# Tricentra devigescens
Tricentra devigescens là một loài bướm đêm trong họ Geometridae.